# Cheiracanthium ningmingense
Cheiracanthium ningmingense is een spinnensoort uit de familie Cheiracanthiidae.
De wetenschappelijke naam van de soort werd in 1999 gepubliceerd door Zhang & Chang-Min Yin.